# 松平伊行
松平 伊行（まつだいら これゆき）は、江戸時代前期から中期にかけての旗本

## 略歴
明暦3年（1657年）7月16日、4代将軍・徳川家綱に拝謁。寛文3年（1663年）12月19日書院番になり、貞享2年(1685年)3月12日桐間番に転任、4月22日小納戸に転任、12月26日布衣の着用を許される。
貞享3年（1686年）12月4日、葵紋の描かれた茶碗を賜る。またこの時期に「幽楽軒」の3文字を書く。
貞享4年（1687年）2月3日、御錠口に封紙を用いる際、石原正次の署名が記されている封紙に加藤正岑が自身の印判をすえたのと同じように印判をすえたことが露見。将軍の怒りを買い所領を没収され、一柳末礼のもとに預けられる。
元禄元年（1688年）7月31日に罪を許され、12月11日に再び出仕し小普請に列する。18日に米200俵を賜る。元禄5年（1692年）3月18日再び書院番となり、翌年家督を継ぐ。元禄9年（1696年）12月22日に長年怠らずに勤務を続けたことを賞され、黄金5枚を賜る。
元禄16年（1703年）9月21日に書院番を辞し、宝永5年（1708年）8月6日に隠居。正徳5年（1715年）9月4日死去。享年71。
長男の忠久は病気のため廃嫡しており、自身の従甥にあたる忠正(朝倉高興の次男)が養子となって家督を継いだ。

## 系譜
父母
- 松平忠久(父)
- 朝倉在重の娘(母)

正室
- 石丸定次の娘

子女
- 松平忠雄 (次男) - 松平忠房の養子

養子
- 松平忠正 - 朝倉高興の次男